# 世界タービン
『世界タービン』（せかいタービン）は、日本のシンガーソングライター平沢進の1枚目のシングル。1990年5月25日にポリドール（現：ユニバーサルミュージック）より発売された。

## 解説
かつて平沢がリーダーを務めていたテクノバンドP-MODELの凍結後、ソロとして1作目となるシングル。
世界タービンの冒頭、間奏に流れる「ミョングミラー、テチーター（鳴金一下大吹打、朝鮮語: 명금일하대취타）」は大吹打（韓国の伝統音楽で行進曲の一つ）にて執事（指揮者）が発する演奏開始の掛け声で、古代朝鮮語で「銅鑼を一回打ち鳴らして大吹打の演奏を始めろ」の意。なお、元の音源は後にP-MODELのメンバーとなる小西健司が所有していた。
PVはAMIGAを用いて制作されており、本作以降3DCGを大々的に使用したものが制作されるようになる。

## 収録曲
1. 世界タービン
  - 『サイエンスの幽霊』に収録。『SOLAR RAY』にて世界タービン 2としてセルフカバーされる。女性コーラス部分は錦城薫。
2. ソーラ・レイ（SPECTRUM 2 TYPE）
  - 『時空の水』に収録されている楽曲の別アレンジ。